# 蒙古饭店

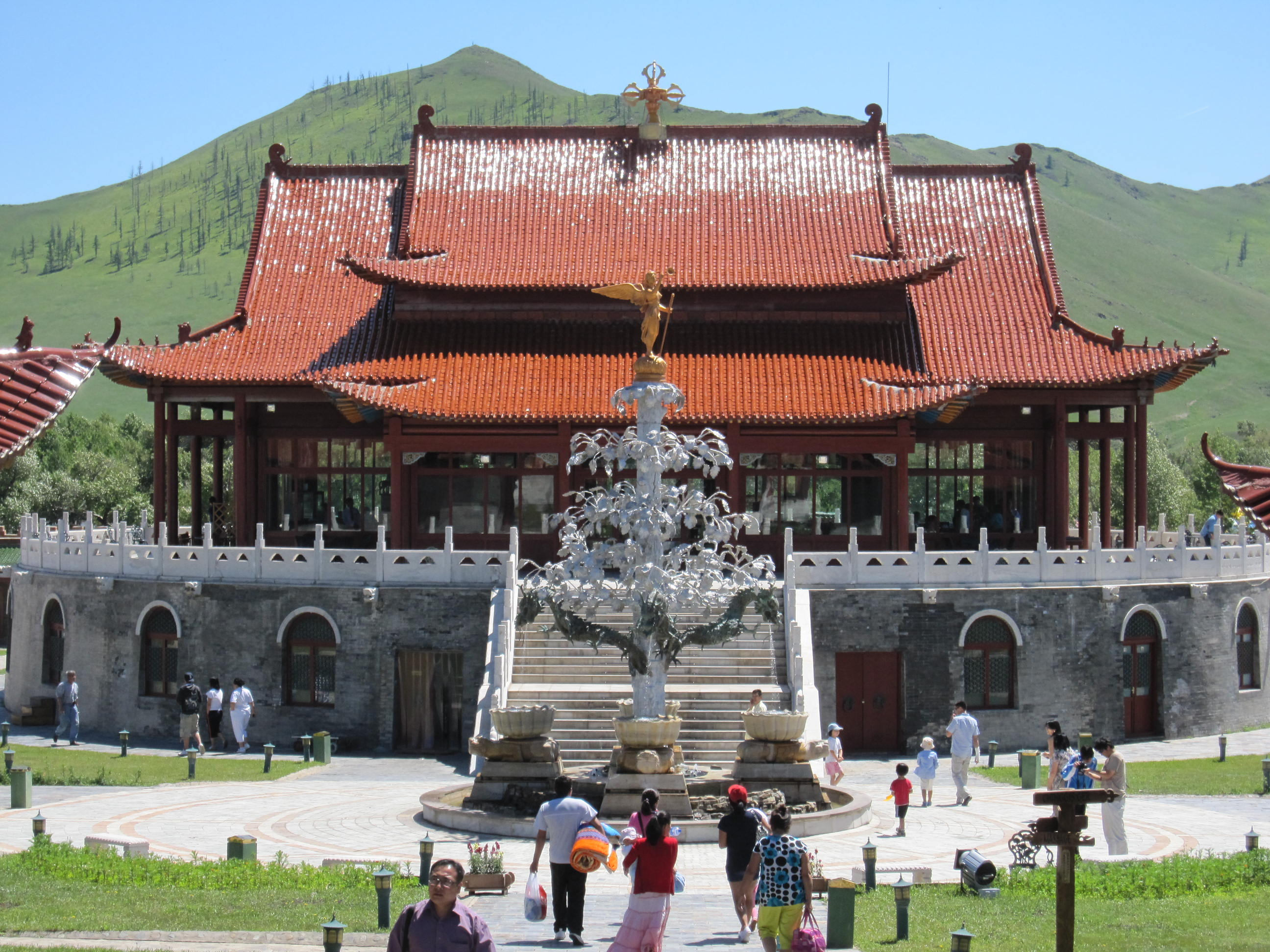
饭店主殿

蒙古饭店是一座位于蒙古国首都乌兰巴托的饭店。

## 简介

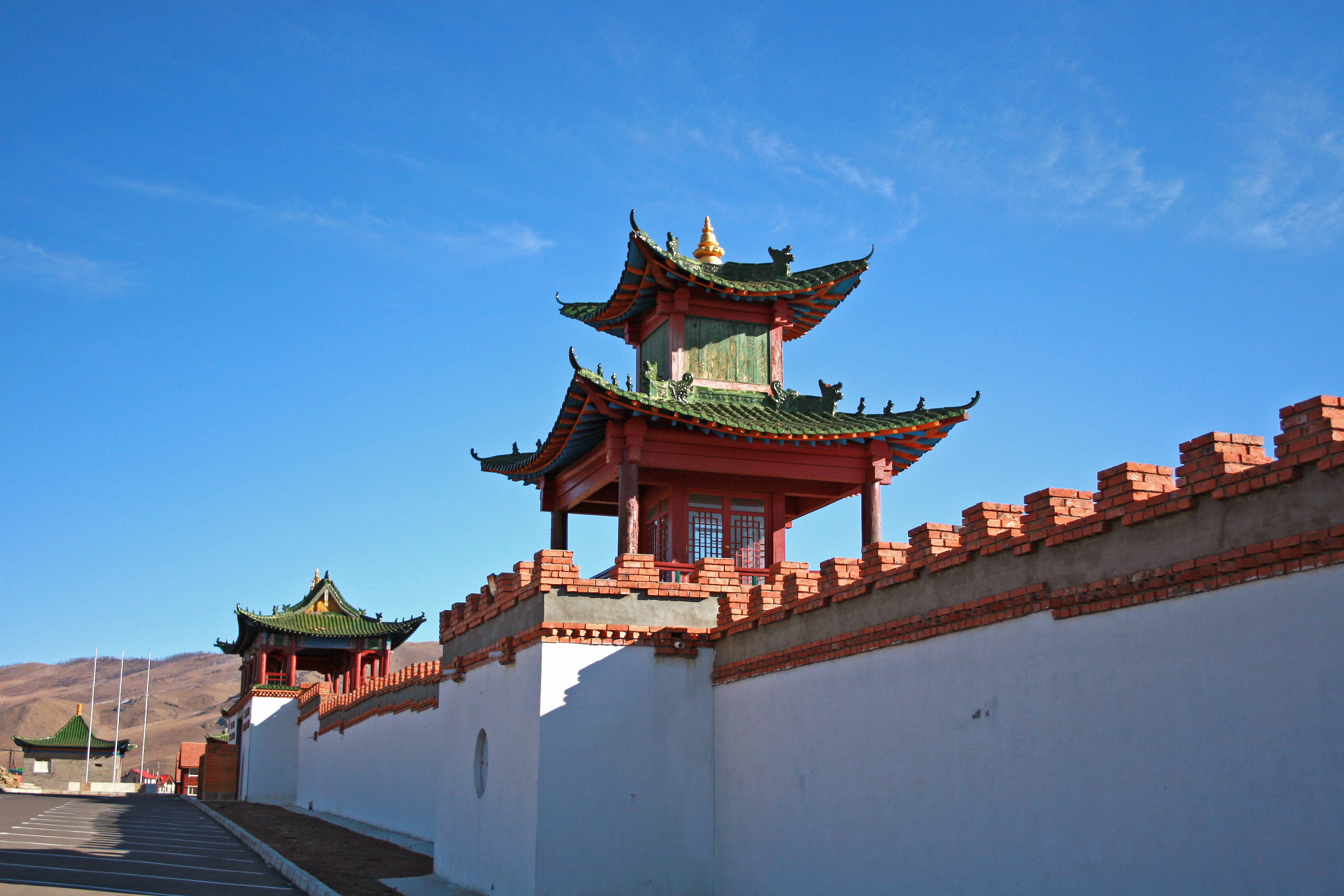
饭店院墙

蒙古饭店位于巴彦珠尔赫区，乌兰巴托市中心以东20公里处，在图勒河岸边，依山傍水。
蒙古饭店的建筑在蒙古语中为“Mongol Shiltgeen”，蒙古传统建筑风格浓郁，内部装潢及家具也采用蒙古传统风格。许多用具、门，以及家具都是手工打造。